# RS-347
Pour les articles homonymes, voir Route 347.
La RS-347 est une route locale des Nord-Ouest et Centre-Est de l'État du Rio Grande do Sul qui relie la municipalité de Lagoão à celle d'Ibarama. Elle dessert Lagoão, Segredo, Sobradinho et Ibarama, et est longue de 40,720 km.